# James Wanene
James Wanene est un boxeur kényan né le 14 août 1961 à Nairobi.

## Carrière
James Wanene est médaillé de bronze dans la catégorie des poids mi-mouches aux Jeux africains du Caire en 1991, s'inclinant en demi-finale contre le Ghanéen  Stephen Ahialey.
Aux Jeux olympiques d'été de 1992 à Barcelone, il est éliminé au premier tour dans la catégorie des poids mi-mouches par le Philippin Roel Velasco.